# Putka (Odrano-Wola)
Putka – część wsi Odrano-Wola, położonej w Polsce, w województwie mazowieckim, w powiecie grodziskim, w gminie Grodzisk Mazowiecki. Putka znajduje się w południowo-zachodniej części Odrana-Woli, przy ulicy Osowieckiej. 
W latach 1975-1998 miejscowość administracyjnie należała do województwa warszawskiego.